# Hoya chunii
Hoya chunii (Syn.: Hoya reticulata Schltr.) ist eine Pflanzenart der Gattung der Wachsblumen (Hoya) aus der Unterfamilie der Seidenpflanzengewächse (Asclepiadoideae).

## Merkmale
Hoya chunii ist ein epiphytischer, kletternd-windender Halbstrauch mit fadenförmigen, wenig verzweigten Trieben. Die lose beblätterten Triebe sind biegsam, im Querschnitt rund und kahl. Die ausgebreiteten, gegenständigen Blätter sind kurz gestielt, die fleischigen, an der Oberseite leicht rinnig eingetieften Blattstiele sind 0,6 bis 1 cm lang. Die fleischig-ledrigen Blattspreiten sind elliptisch, 6,5 bis 10 cm lang und mittig 3 bis 5 cm breit. Sie sind auf der Ober- und der Unterseite kahl. Die Basis ist stumpf-keilförmig bis gerundet, der Apex ist spitz zulaufend. Die Blattnervatur besteht aus der prominenten Mittelrippe und 2 Paaren von Sekundärrippen, die schon nahe der Spreitenbasis von der Mittelrippe abgehen. Sie sind durch 8 bis 10 quer verlaufende Tertiärrippen miteinander verbunden.
Der fast kugelförmige Blütenstand enthält 20 bis 30 Blüten. Die Blütenstandsstiele sind bis etwa 2,5 cm lang. Blütenstandsstiele und Blütenstiele sind kahl. Die sehr schlanken, etwa gleich langen Blütenstiele sind bis etwa 2 cm lang. Die eiförmigen Kelchblätter sind etwa 1,5 mm lang und außen warzig-punktiert; der Apex ist stumpf. Die radförmige, cremefarben-gelbliche Blütenkrone hat einen Durchmesser von 1,4 cm. Die Kronblätter sind in der basalen Hälfte verwachsen. Sie sind außen kahl und innen dicht und mikroskopisch papillös. Die Apices der rhombisch-eiförmigen Kronblattzipfel sind stumpf. Die rhombisch-eiförmigen Nebenkronenzipfel sind horizontal ausgebreitet. Sie sind etwa 4 mm lang. Der innere Fortsatz ist geschnäbelt, der äußere Fortsatz spitz.
Die Pollinia sind länglich, am Apex leicht nach innen abfallend. Der äußere hyaline Rand zieht sich bis unterhalb des Apex hin. Das Corpusculum ist sehr klein und rhombisch. Die Caudiculae sind sehr kurz und dünn.

## Ähnliche Art
Hoya chunii ist sehr ähnlich Hoya ischnopus, unterscheidet sich aber durch die Form der Blätter und die unterschiedliche Blattnervatur. Die Blüten sind innen nur schwer sichtbar papillös.

## Geographische Verbreitung und Habitat
Die Art kommt nahe der Saugueti-Etappe am Fuß der Bismarck-Berge in Papua-Neuguinea vor. Schlechter fand sie dort auf Bäumen blühend im Oktober 1908 in etwa 300 m über Meereshöhe.

## Taxonomie
Das Taxon wurde 1913 von Rudolf Schlechter beschrieben. Der Holotypus wird unter der Nummer Schlechter #18517 im Herbarium des Botanischen Garten Berlin aufbewahrt. Hoya reticulata Schltr. (1913) ist durch Hoya reticulata Moon (1824) und Hoya reticulata Costantin (1912) präokkupiert und wurde von P. T. Li 1984 in Hoya chunii umbenannt.
Die Datenbank Plants of the World online akzeptiert Hoya chunii als gültige Art. Simone Merdon-Bennack hat die älteren, gültigen Artbeschreibungen (Hoya reticulata Moon (1824) und Hoya reticulata Costantin (1912)) übersehen und führt die Art weiter unter Hoya reticulata.